# Aeroporto Internacional Cataratas del Iguazú
O Aeroporto Internacional Cataratas del Iguazú (FAA: IGU, IATA: IGR, ICAO: SARI) está localizado na cidade de Puerto Iguazú, província de Misiones, Argentina, que facilita a entrada de turistas para as Cataratas do Iguaçu nas proximidades. Possui uma área de 1804 hectares e é operado pela empresa Aeropuertos Argentina 2000 S.A.

## Terminal
| Companhias            | Destinos                                                    |
| --------------------- | ----------------------------------------------------------- |
| Aerolíneas Argentinas | Buenos Aires - Mendoza - Bariloche - Salta - Rio de Janeiro |
| Avianca Argentina     | Florianópolis - Posadas - Resisntencia - Tucumán            |
| LAN Argentina         | Buenos Aires                                                |
| Andes Líneas Aéreas   | Córdoba - Salta                                             |
| Flybondi              | Buenos Aires                                                |
| Hi Fly (charter)      | Lisboa - Porto - Rio de Janeiro                             |

### Companhias Aéreas que já operaram
- Air Europa (*)encerra em 2020 (Madrid,Assunção,Montevidéu)

## Galeria

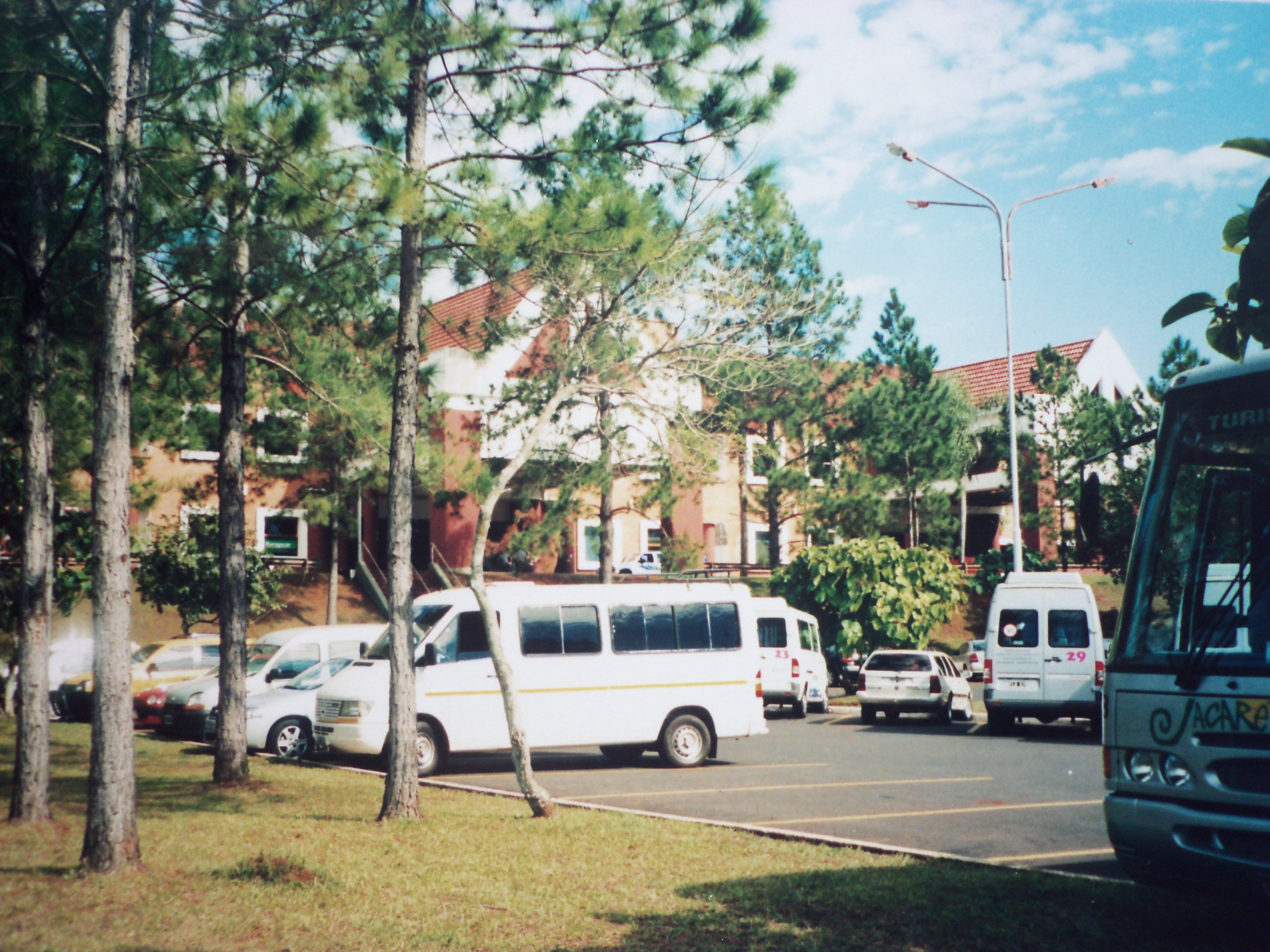
IGR, Vista de la terminal de pasageros desde el estacionamiento.

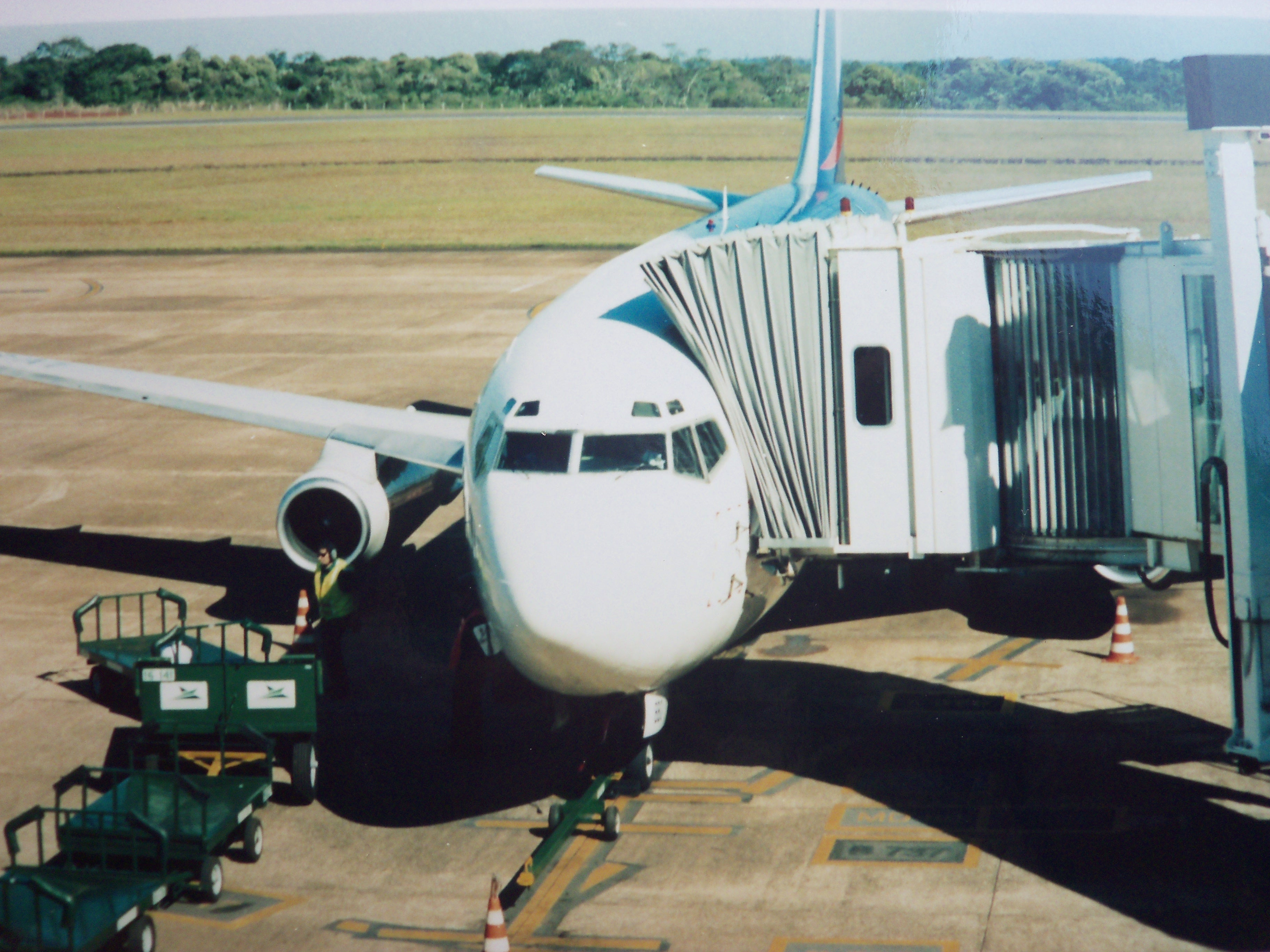
IGR, Un 737-200 de LAN Argentina.

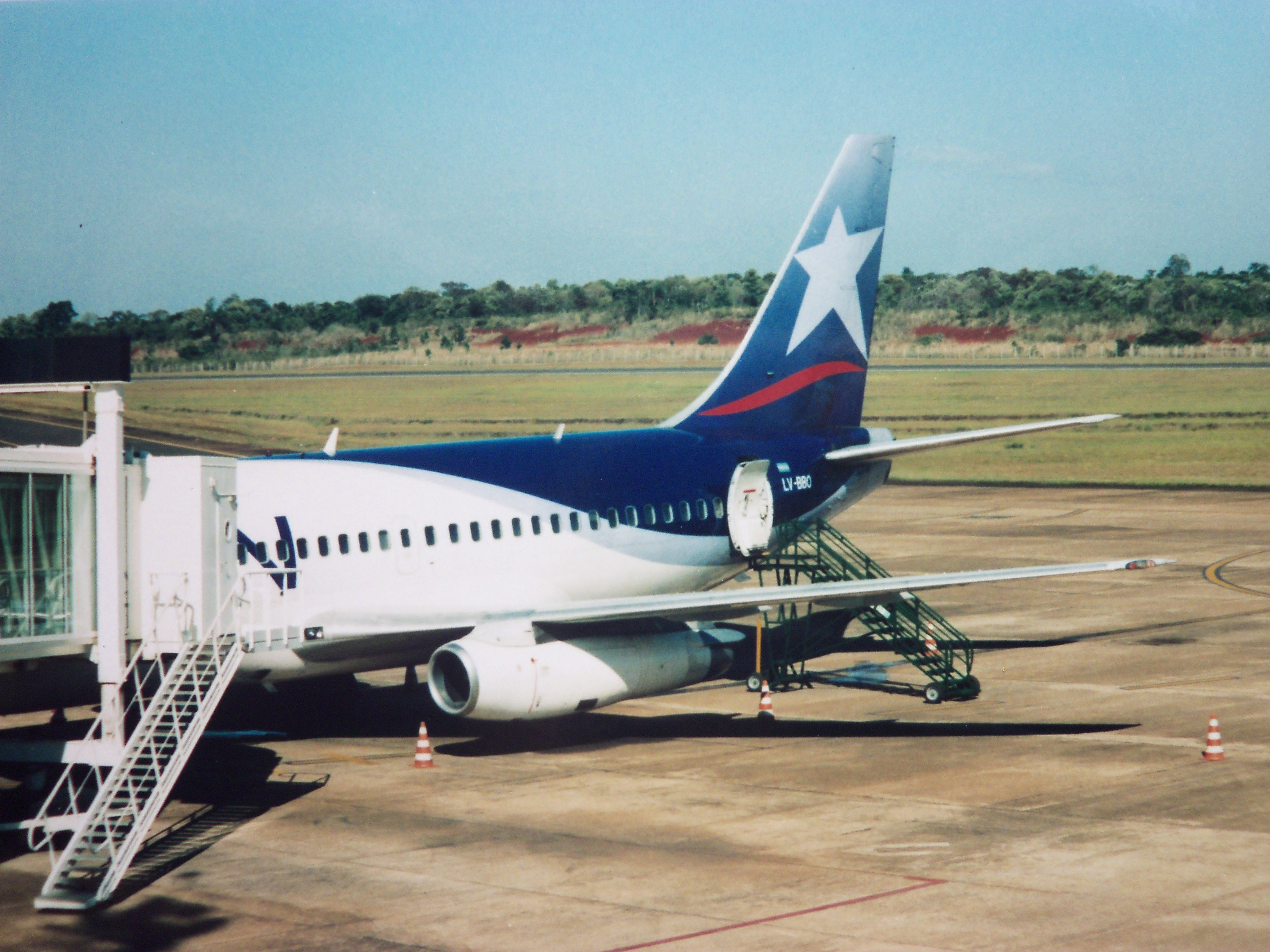
IGR, Un 737-200 de LAN Argentina.